# Gunnar Knudsen
Gunnar Knudsen (Saltrød, 19 settembre 1848 – Skien, 1º dicembre 1928) è stato un politico norvegese, esponente del partito liberale e due volte primo ministro della Norvegia dal 1908 al 1910 e dal 1913 al 1920.